# 경주 기림사 삼층석탑
경주 기림사 삼층석탑(慶州 祇林寺 三層石塔)은 대한민국 경상북도 경주시 문무대왕면 호암리, 기림사에 있는 삼층석탑이다. 1985년 10월 15일 경상북도의 유형문화재 제205호로 지정되었다.

## 개요
2층 기단(基壇) 위에 3층의 탑신(塔身)을 올린 석탑으로, 전체적인 모습이 비교적 완전하게 남아 있다.
현재 아래층 기단은 일부만 남아 있고, 위층 기단은 모서리와 가운데에 기둥 모양을 새겨놓았다. 탑신부의 각 층 몸돌에도 모서리마다 기둥 모양을 조각하였다. 지붕돌은 경사면이 완만하고 네 귀퉁이에서 약간 위로 올라가 있으며 밑면에 4단의 받침을 두었다. 꼭대기에는 노반(露盤:머리장식받침), 복발(覆鉢:엎은 그릇모양의 장식), 앙화(仰花:활짝 핀 연꽃모양의 장식)로 이루어진 머리장식이 완전한 형태로 남아있어 눈길을 끈다.
전체적으로 통일신라의 일반적인 석탑양식을 따르고 있으나 기단의 가운데기둥 조각이 2개에서 1개로 줄어들고, 지붕돌받침이 4단인점 등으로 보아 통일신라시대 후기의 것으로 보인다.

## 참고 자료
- 기림사삼층석탑 - 국가유산청 국가유산포털